# Ronjpelana olsema
Ronjpelana olsema är en insektsart som beskrevs av Young 1986. Ronjpelana olsema ingår i släktet Ronjpelana och familjen dvärgstritar. Inga underarter finns listade i Catalogue of Life.